# Mucuri (ort)
Mucuri är en ort i Brasilien.   Den ligger i kommunen Mucuri och delstaten Bahia, i den sydöstra delen av landet, 900 km öster om huvudstaden Brasília. Mucuri ligger 7 meter över havet och antalet invånare är 26 775.
Terrängen runt Mucuri är platt. Havet är nära Mucuri åt sydost. Det finns inga andra samhällen i närheten.